# Patrie et liberté

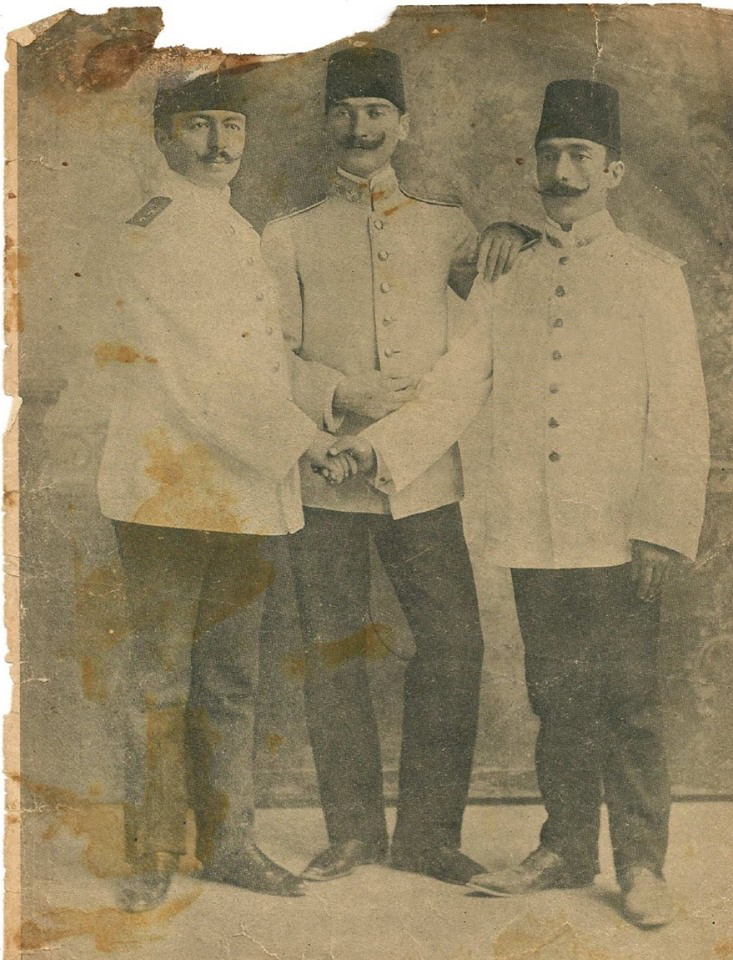
Mustafa Kemal Atatürk avec Lütfi Müfit Özdeş, Beyrouth, 15 juillet 1906.

Patrie et liberté (turc: Vatan ve Hürriyet) était une organisation révolutionnaire turque, créée par Mustafa Kemal Atatürk.

## Historique
Mustafa Kemal a créé cette association révolutionnaire et clandestine à Damas en 1907, c'était alors la toute première association révolutionnaire au sein de l'armée ottomane.
Il s'est lancé dans cette aventure après avoir rencontré des dizaines d'officiers nationalistes, à Damas qui étaient tous hostiles au sultan. 
L'objectif de l'association était de combattre et de renverser le sultan. Lors de la première réunion de l'association, Mustafa Kemal explique aux officiers, « Notre but n'est pas de mourir mais de vivre afin de réussir la révolution, de concrétiser ensuite nos projets socio-politiques et de faire adopter nos idées par la population ».
L'organisation grandit rapidement, des ramifications sont créées dans toutes les unités ottomanes de la région comme à Jérusalem, Jaffa et Beyrouth.
Devenant un homme important, Mustafa Kemal ébauche un plan de coup d'État contre le sultan se basant sur une stratégie suivant laquelle toutes les unités ottomanes placées sous son contrôle marcheraient sur Istanbul et détrôneraient le sultan. Mais, face à trop de difficultés — les arabes ne seraient pas prêt à soutenir les ottomans, Istanbul et Damas sont beaucoup trop éloignés et ses hommes ne supporteraient pas un tel voyage, et enfin, le régime impérial aurait eu le temps de répondre à cette révolte militaire — le plan est finalement abandonné.
En 1907, il reçoit une lettre de son ami Fethi Okyar qui lui dit
« Tu as tort de rester à Damas, car tu y perds ton temps. Le point de départ de la révolution ne peut être que dans les Balkans. Tâche donc de te faire transférer à Salonique. La Syrie n'est qu'une dépendance de l'Empire, une région d'où ne partira jamais aucun mouvement sérieux. La partie décisive ne se jouera qu'au siège du gouvernement, c'est-à-dire à Constantinople. »
Atatürk demande donc à se faire transférer en Macédoine, ce qui lui est tout d'abord refusé, mais il s'y rend clandestinement.
Arrivé à Salonique, il tente de reprendre contact avec ses amis officiers de l'École de guerre, avec qui il tente de créer une section de Vatan. Mais c'est sans succès, peu de personnes le rejoignent. 
Le nombre des premiers participants ne dépassent pas une demi-douzaine de personnes.
Un ami lui apprend que Vatan ne pourra jamais prospérer car une puissante organisation révolutionnaire existe déjà dans la ville, le Comité Union et Progrès. Son association se fait donc absorber par l'association des Jeunes-turcs qui bénéficient d'une bien meilleure organisation et d'un plus large soutien au sein de l'armée ottomane.

## Sources
- Daniel, Chroniques de l'histoire: Atatürk, édition Chronique,  (ISBN 2-84355-001-7)

- Mustapha Kémal ou La mort d'un empire, Jacques Benoist-Méchin, éditions Albin Michel, 1954,  (ISBN 2-226-02195-7)